# ورزشگاه سردار آزادگان
ورزشگاه سردار آزادگان همچنین با نام ورزشگاه سید علی اکبر ابوترابی نیز شناخته می‌شود. ورزشگاهی در شهر قزوین با ظرفیت پانزده هزار تماشاگر است که در مساحتی بالغ بر ۷۰۰۰۰ متر مربع ساخته شده است. این ورزشگاه بخشی از مجموعهٔ ورزشی آزادگان است.

## تاریخچه
احداث ورزشگاه ۱۵۰۰۰ نفری سردار آزادگان قزوین از سال ۱۳۸۲ با ۱۰ میلیارد تومان اعتبار اهدایی از طرف سید علی خامنه‌ای رهبر جمهوری اسلامی آغاز شد. این ورزشگاه در ۲۸ تیرماه سال ۱۳۹۱ با حضور محمد عباسی وزیر وقت ورزش و جوانان با اعتبار نهایی ۱۹ میلیارد تومان به بهره‌برداری رسید.

## میزبانی مسابقات لیگ برتر
تیم فوتبال شمس آذر قزوین در زمان حضور خود در مسابقات لیگ آزادگان در این ورزشگاه از حریفان خود میزبانی کرد.
همچنین بعد از صعود تیم شمس آذر به لیگ برتر فوتبال در فصل ۱۴۰۳–۱۴۰۲ این ورزشگاه به عنوان زمین خانگی این تیم مورد استفاده قرار گرفت.

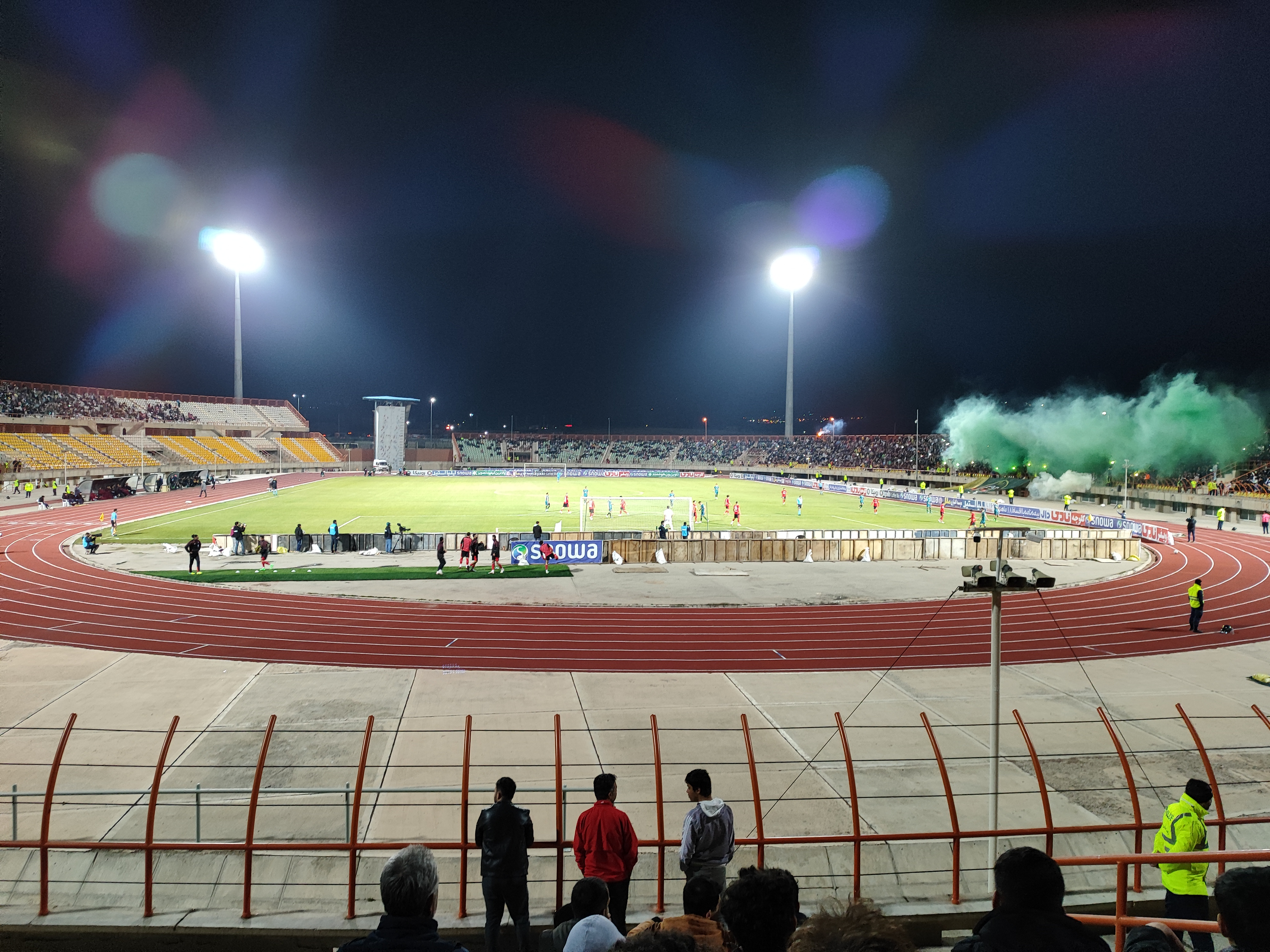
نمایی از بازی شمس آذر قزوین و تراکتور

## امکانات

### گنجایش
گنجایش این ورزشگاه ۱۵۰۰۰ نفر است.

### روشنایی
بزرگ‌ترین و استانداردترین دکل‌های روشنایی کشور به ارتفاع ۵۰ متر و با ظرفیت ۱۵۰۰ لوکس نوری در این ورزشگاه برای اولین بار نصب و راه‌اندازی شده است.

### پیست دو و میدانی
این ورزشگاه دارای پیست تارتان (دو و میدانی) به مساحت چهار هزار متر مربع است.

### نمایشگر
نمایشگر یا اسکوربرد ورزشگاه تمام رنگی بوده و قابلیت پخش ساعت و زمان بازی را نیز دارد.

## نگارخانه

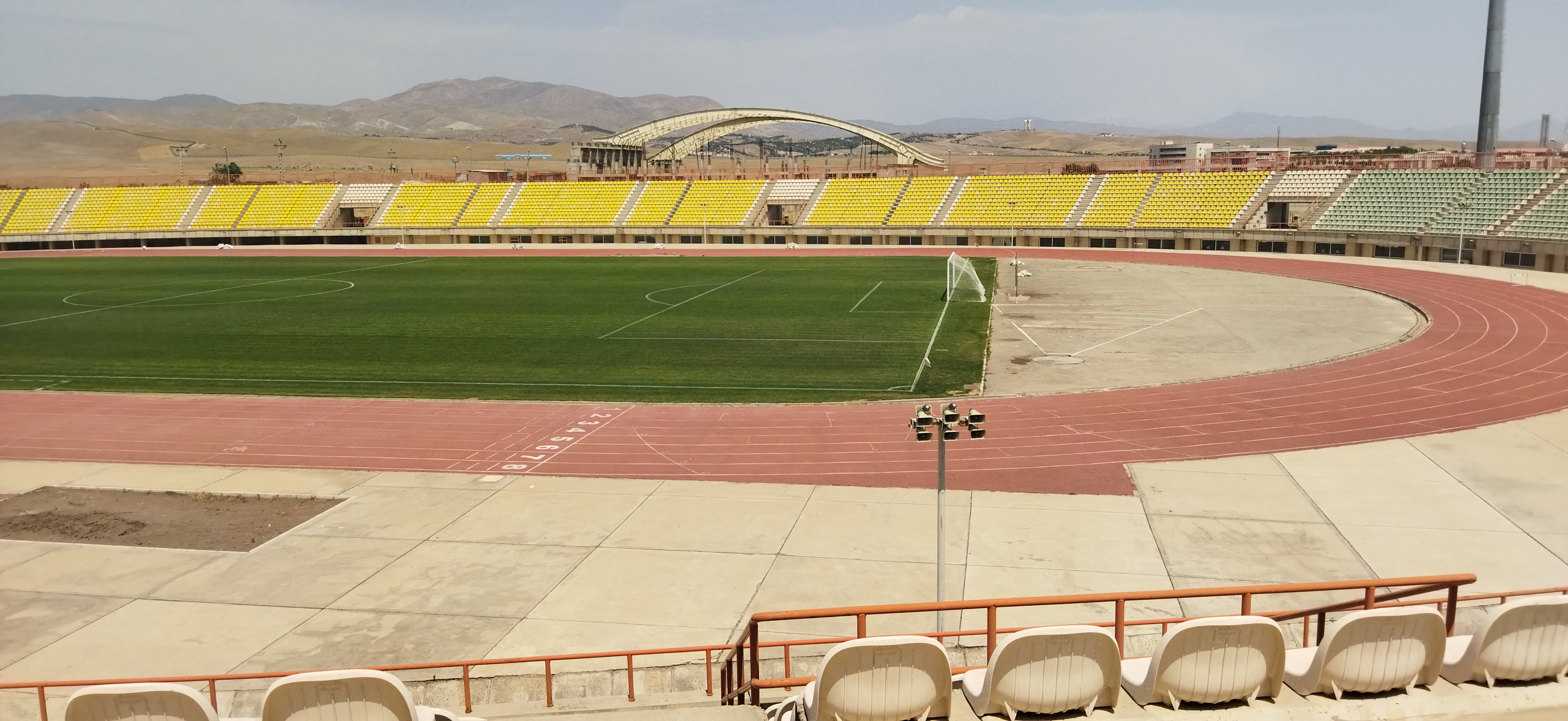
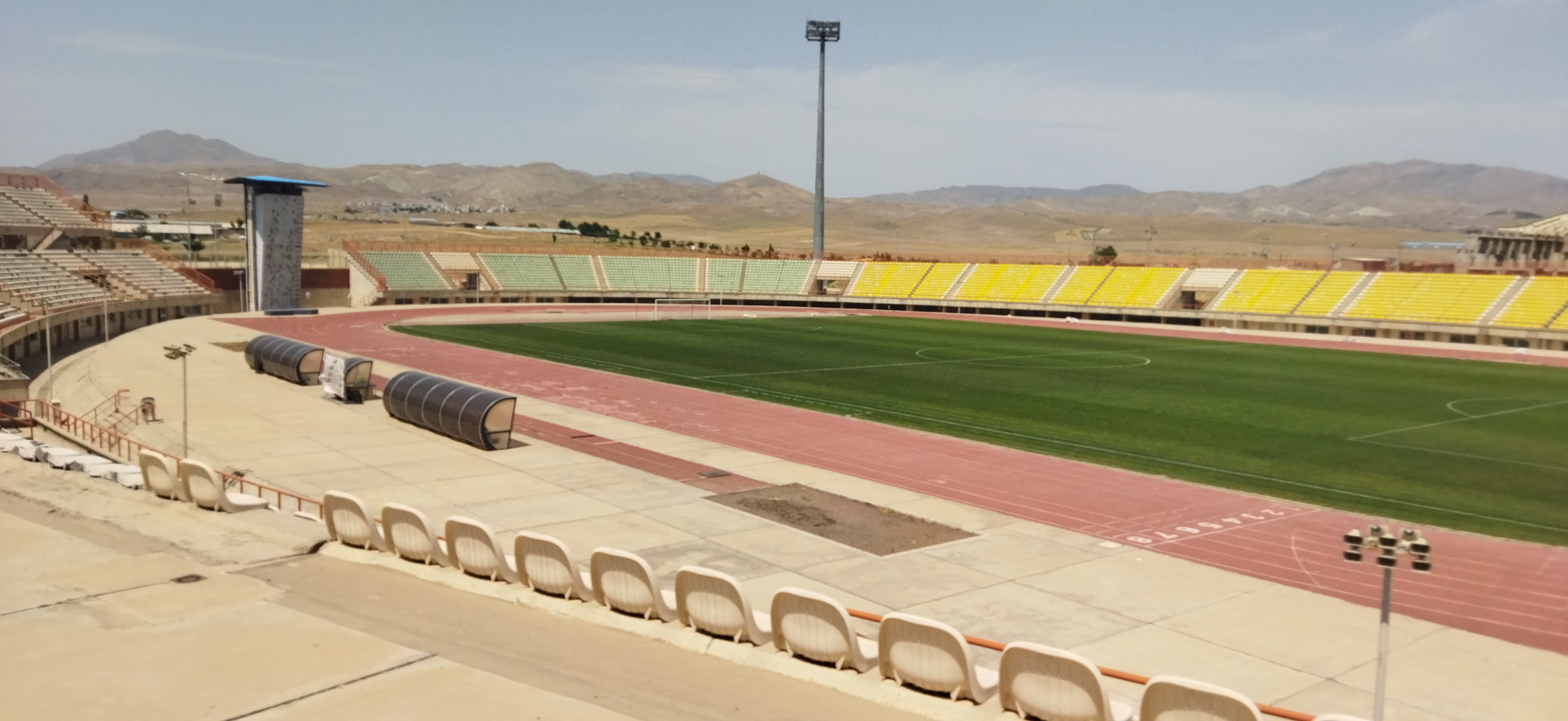
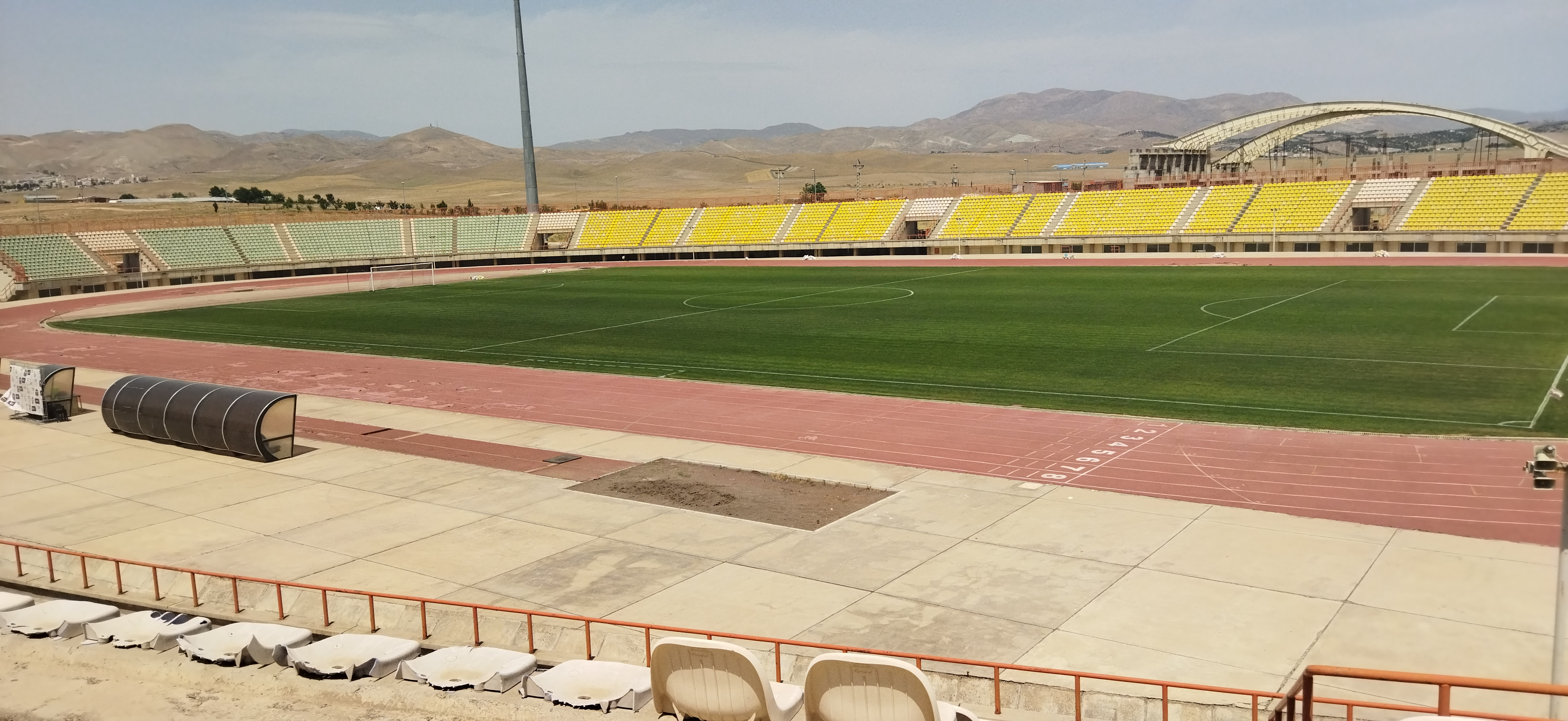
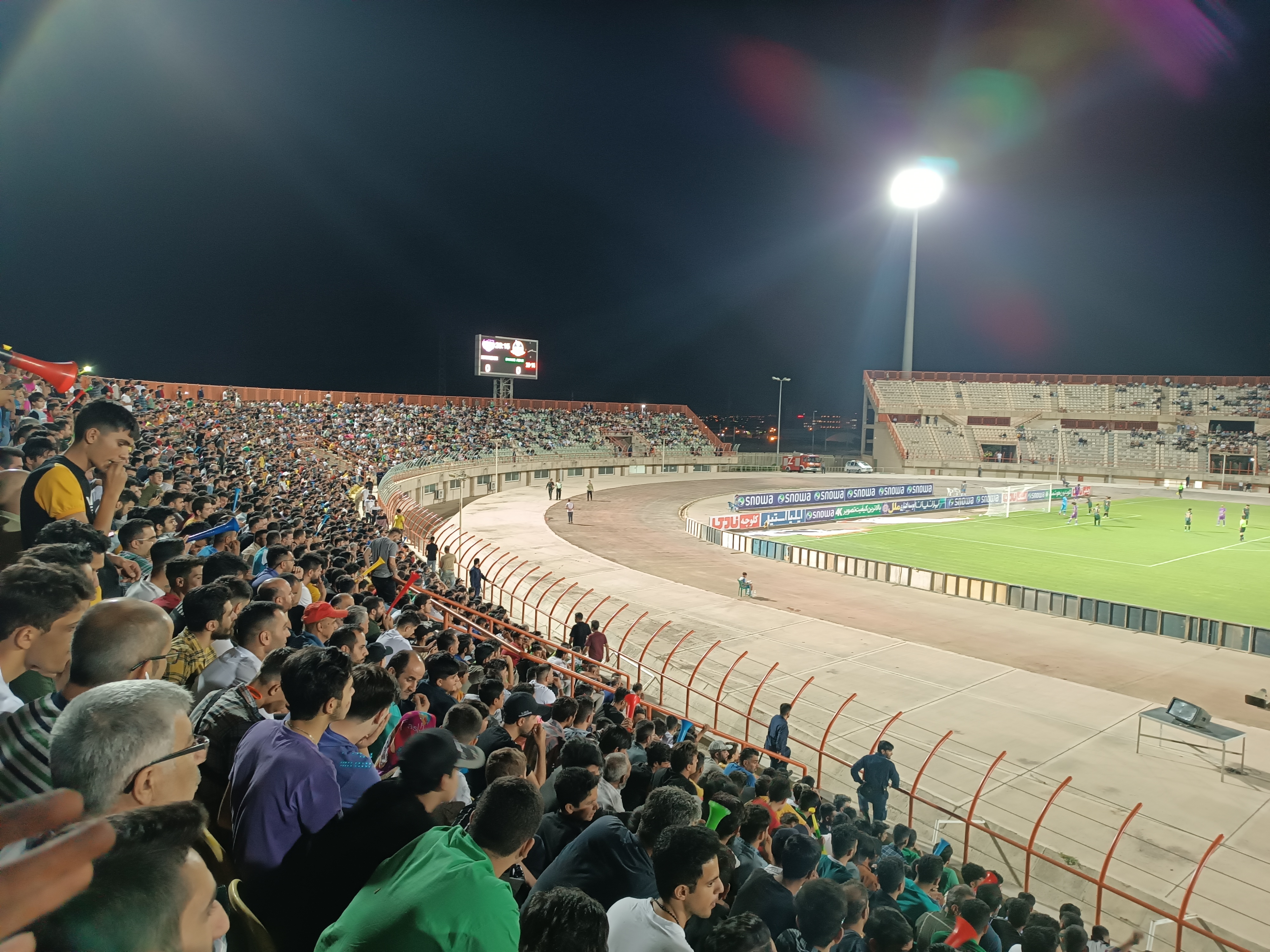